# Бисярин, Игорь Александрович
Игорь Александрович Бисярин (21 августа 1941, Иркутск — 27 сентября 2014, Новосибирск) — российский учёный, конструктор радиолокационного оборудования.

## Биография
В 1958 году окончил школу № 1 Искитима и поступил в Новосибирский электротехнический институт (НЭТИ).
После окончания с отличием НЭТИ в 1963 году И.А. Бисярин был распределён на предприятие п/я 39 (с 1966 года Научно-исследовательский институт измерительных приборов, НИИИП).
С 1980 года заместитель главного конструктора НИИ измерительных приборов — Новосибирского завода им. Коминтерна.
В 1984 году стал лауреатом Государственной премии СССР за разработку радиолокационной станции 9С15М для зенитного ракетного комплекса С-300В. Входил в состав госкомиссии по приёмке С–300.
Член Коммунистической партии, в 1996—2004 годах председатель КРК Новосибирского областного отделения КПРФ. 
С 2009 года на пенсии.
В 2011 году он вернулся на работу в НИИИП.
Скончался 27 сентября 2014 года. Похоронен на Заельцовском кладбище (кв. 73н).

## Семья
Жена - Светлана Максимовна Бисярина. Две дочери.

## Патенты
Соавтор патентов на изобретения:
- Способ защиты обзорной радиолокационной станции от помех
- Способ обнаружения траектории объекта
- Способ обнаружения траектории объекта и радиолокационная станция для его реализации.

## Награды
В 1995 году награждён знаком «Почётный радист РФ».
В 2010 году награждён орденом «Партийная доблесть».